# Narubia Werreria
Narubia Werreria (18 de abril de 1987, Goiânia) es una activista ambiental indígena de Brasil perteneciente a la etnia Karaja. Actualmente cursa Derecho en la Universidad Federal del Tocantins.

## Biografía
Werreria nació el 18 de abril de 1987, y viene de una familia Karajá (Iny) en el Tocantins, en la Isla del Bananal. Los Karajá son parte de un pueblo indígena que queda en los estados de Goiás, Tocantins, y Mato Grueso en el valle del Río Araguaia, y tienen más de dos siglos de contacto y convivencia con las sociedades nacionales.
Se puede trazar su implicación en el activismo en la influencia de su padre, João Werreria. João es un geógrafo y un líder Karajá influyente que ya trabajó en la Fundación Nacional del Indio(FUNAI). Cuando nació Narubia, era Jefe de la Casa de los Indios en Goiânia. Entonces, se hizo pastor de la Iglesia Adventista del Séptimo Día (IASD) y eventualmente cambió su familia para la aldea de Hãwalo.
Narubia y su familia vivían en un barco mientras el padre visitaba otras aldeas y prestaba asistencia médica y odontológica a través de la IASD. El trabajo de su padre dentro de las comunidades atrajo a Narubia a implicarse en movimientos sociales. En su pueblo asistía a reuniones que orientaban la educación. Incluso su madre, Lennymar, es una líder comunitaria activa, se desempeñó como técnica de enfermería y presidenta de la Asociación de Mujeres Indígenas AHIMA.  Más tarde, ayudó a fundar una asociación de mujeres y se convirtió en secretaria.

## Carrera como activista
Werreria, ahora estudiante de derecho en la Universidad Federal de Tocantins , cree que los brasileños deben conocer sus derechos y no tener miedo de luchar por ellos.
En 2014, luego de que 8 jóvenes Iny, incluida su propia prima, se suicidaran, Werreria inició una campaña contra la creciente crisis. Escribió una petición llamada “Presidenta brasileña Dilma Rousseff : Salva a la joven Iny (Karajá y Javaé) del suicidio”. Además, para tratar el tema del suicidio, desarrolló un proyecto con un equipo universitario multidisciplinario para investigar la salud mental entre los Iny.[cita requerida]
En 2015, Werreria criticó los Juegos Mundiales de los Pueblos Indígenas (WMPI) por no incluir a la mayoría de las etnias brasileñas y por hacer que el evento sea privado con dinero público.[cita requerida] Acusó a la ciudad de Palmas de utilizar los juegos en beneficio del alcalde y de la propia ciudad sin hacer nada por los pueblos indígenas.[cita requerida] Luego pidió la creación de una Comisión Parlamentaria de Investigación (CPI) para abordar estas preocupaciones.[cita requerida] Durante los juegos, participó en protestas contra la PEC 215 , que demarcaría Tierras Indígenas y Áreas Quilombolas, y denunció la destrucción de tierras brasileñas por parte del agronegocio.[cita requerida]
Werreria también tiene una carrera artística; en el campo de las bellas artes , pinta cuadros en pintura acrílica y dibuja. En 2015, realizó una exposición en el Palácio Araguaia, en la que once de sus lienzos y dibujos fueron puestos a disposición del público para su visita. Ella utiliza la "belleza de las formas geométricas intuitivas que son patrones que se encuentran en el universo y la naturaleza".
“ Existen barreras culturales lingüísticas, y socioeconómicas, además del machismo y racismo que sufrimos que impiden nuestro acceso a la justicia, las mujeres indígenas no se sienten protegidas y apoyadas para siquiera denunciar la violencia sufrida y esa es solo una de las puntos.”